# Dick Lövgren
Dick Lövgren (ur. 11 listopada 1980) – szwedzki muzyk i kompozytor. Lövgren współpracował z takimi grupami muzycznymi jak Time Requiem, Last Tribe, Cromlech, Frequency, Armageddon. Od 2004 roku występuje w grupie Meshuggah. W 1999 roku podczas koncertów wspierał grupę Arch Enemy.
Muzyk, gra na gitarach 4, 5 i 6-strunowych firmy Warwick. Są to głównie modele: Dolphin SN, Infinity, Thumb, Corvette oraz Streamer XL. Muzyk gra na gitarach zarówno z progami jak i instrumentach bezprogowych.

## Dyskografia
| Meshuggah - Nothing (2006, edycja zremasterowana, Nuclear Blast) - obZen (2008, Nuclear Blast) - Alive (2010, Nuclear Blast) - Koloss (2012, Nuclear Blast) - The Violent Sleep of Reason (2016, Nuclear Blast) Cromlech - The Vulture Tones (2000, Beyond Productions) |  | Armageddon - Embrace the Mystery (2000, Toys Factory) Time Requiem - Time Requiem (2002, Regain Records) - Unleashed in Japan (2004, Regain Records) Last Tribe - Witch Dance (2002, Frontier Records) - The Uncrowned (2003, Frontier Records) |